# Logarithmus

Logarithmische Skaleneinteilung eines Rechenschiebers (Detail)

Graph der Logarithmusfunktion zur Basis 2 (grün), e (rot) und 1/2 (blau)

In halblogarithmischer Auftragung (in Bezug auf die x-Achse) wird der Graph der Logarithmusfunktion zu einer Geraden. Hier beispielhaft dargestellt für den Logarithmus zur Basis 10.

Als Logarithmus (Plural: Logarithmen; von altgriechisch λόγος lógos, „Verständnis, Lehre, Verhältnis“, und ἀριθμός, arithmós, „Zahl“) einer Zahl bezeichnet man den Exponenten, mit dem eine vorher festgelegte Zahl, die Basis, potenziert werden muss, um die gegebene Zahl, den Numerus, zu erhalten. Logarithmen sind zunächst nur für positive reelle Zahlen definiert, auch die Basis muss positiv – und von 1 verschieden – sein.
Der Logarithmus einer positiven reellen Zahl {\displaystyle x} zur Basis {\displaystyle b} ist also diejenige Zahl {\displaystyle y}, welche die Gleichung {\displaystyle b^{y}=x} löst. Man schreibt {\displaystyle y=\log _{b}(x)}; weitere Notationen siehe Bezeichnungen. Das Logarithmieren, d. h. der Übergang von {\displaystyle x} zu {\displaystyle \log _{b}(x)}, ist damit eine Umkehroperation des Potenzierens. Die Funktion, die bei gegebener fester Basis {\displaystyle b} jeder positiven Zahl ihren Logarithmus zuordnet, nennt man Logarithmusfunktion zur Basis {\displaystyle b}.
Mit Logarithmen lassen sich sehr stark wachsende Zahlenreihen übersichtlich darstellen, da der Logarithmus für große Zahlen viel langsamer steigt als die Zahlen selbst. Wie die Gleichung {\displaystyle \log _{b}(x\cdot y)=\log _{b}(x)+\log _{b}(y)} zeigt, kann man durch Logarithmieren eine Multiplikation durch die viel weniger rechenintensive Addition ersetzen. Auch beschreiben Logarithmen auf mathematisch elegante Weise viele technische Prozesse sowie Phänomene der Natur wie etwa das Verhalten einer Halbleiter-Diode, die Spirale eines Schneckenhauses oder die Wahrnehmung unterschiedlicher Lautstärken durch das menschliche Ohr.
Entsprechende mathematische Berechnungen sind bereits aus der Zeit vor Christi Geburt aus Indien überliefert. Der Begriff Logarithmus wurde von John Napier im frühen 17. Jahrhundert geprägt. Napier zu Ehren wird der Natürliche Logarithmus (s. u.) manchmal auch Napierscher Logarithmus oder Neperscher Logarithmus genannt.

## Überblick
Die Verwendung des Logarithmus lässt sich bis in die indische Antike zurückverfolgen. Mit dem aufstrebenden Bankwesen und dem Fortschritt der Astronomie im Europa des 17. Jahrhunderts erlangte der Logarithmus immer mehr Bedeutung. Seine Funktionswerte wurden in Tabellenwerken, den Logarithmentafeln, erfasst, um sie nachschlagen zu können und nicht immer neu berechnen zu müssen. Diese Tabellen wurden schließlich durch Rechenschieber und später durch Taschenrechner verdrängt. Der Wechsel von den Tabellen zum Rechenschieber erfolgte in deutschen Schulen in den 1960er Jahren, der Wechsel zu Taschenrechnern ab den 1970er Jahren.
Zentrale Aspekte des Lebens lassen sich mit Hilfe von Logarithmen beschreiben. So nimmt zum Beispiel die Stärke eines Sinneseindrucks in Abhängigkeit von einer physikalischen Größe wie Helligkeit oder Lautstärke entsprechend dem Verlauf einer Logarithmusfunktion zu. Gleiches gilt für die wahrgenommene Tonhöhe in Abhängigkeit von der Frequenz eines Tones.
Logarithmen erlangten ihre historische Bedeutung durch den Zusammenhang
{\displaystyle \log(xy)=\log x+\log y,}
der es erlaubt, eine Multiplikation durch eine Addition auszudrücken.
Formal sind Logarithmen alle Lösungen {\displaystyle x} der Gleichung
{\displaystyle a=b^{x}}
zu vorgegebenen Größen {\displaystyle a} und {\displaystyle b}.
Je nachdem, über welchem Zahlenbereich und für welche Größen diese Gleichung betrachtet wird, hat sie keine, mehrere oder genau eine Lösung. Ist die Lösung eindeutig, dann wird sie als der Logarithmus von {\displaystyle a} zur Basis {\displaystyle b} bezeichnet und man schreibt
{\displaystyle x=\log _{b}a}
Beispielsweise ist der Logarithmus von 8 zur Basis 2 gleich 3, geschrieben {\displaystyle \log _{2}8=3}, denn es ist {\displaystyle 2^{3}=8}.
Falls die obige Gleichung nach {\displaystyle b} aufzulösen ist anstatt nach {\displaystyle x}, so ist die Lösung gegeben durch die {\displaystyle x}-te Wurzel aus {\displaystyle a}.
Am bekanntesten und am weitesten verbreitet ist der Logarithmus über den positiven reellen Zahlen, der im Folgenden vornehmlich dargestellt wird.

## Geschichte

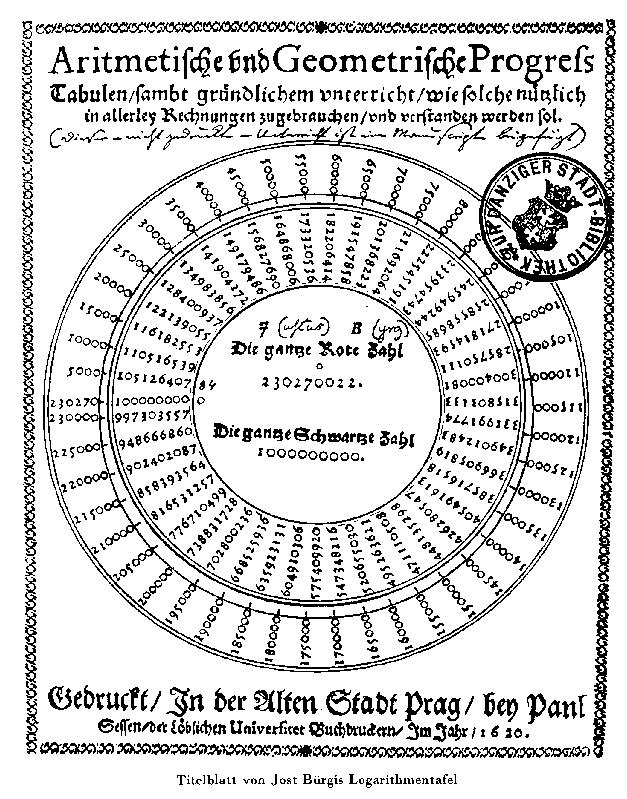
Titelblatt zu Jost Bürgis Logarithmentafel von 1620

Indische Mathematiker im 2. Jahrhundert v. Chr. haben als Erste Logarithmen erwähnt. Schon in der Antike nutzten sie Logarithmen zur Basis 2 für ihre Berechnungen. Im 8. Jahrhundert beschrieb der indische Mathematiker Virasena Logarithmen zur Basis 3 und 4. Ab dem 13. Jahrhundert wurden von arabischen Mathematikern ganze logarithmische Tabellenwerke erstellt.
Nicolas Chuquet arbeitete klar die Rechengesetze für Potenzen {\displaystyle a^{n}\cdot a^{m}=a^{n+m}} und {\displaystyle (a^{n})^{m}=a^{n\cdot m}} heraus durch eine gegenüberstellende Anordnung einer arithmetischen und einer geometrischen Reihe.
Der deutsche Mathematiker Michael Stifel formulierte ähnlich im Jahr 1544 die Beziehungen {\displaystyle q^{m}\cdot q^{n}=q^{m+n}} und {\displaystyle {\tfrac {q^{m}}{q^{n}}}=q^{m-n}} neben anderen Autoren des 16. Jahrhunderts. Die Reduktion von Multiplikation auf Addition steht neben trigonometrischen Additionsformeln am Beginn der Entwicklung der Logarithmen. Stifel ließ nur ganzzahlige Exponenten zu. John Napiers (1550–1617) Idee war dagegen, einen stetigen Wertebereich für die Exponenten zuzulassen.
Im 17. Jahrhundert entwickelte der Schweizer Uhrmacher Jost Bürgi (1552–1632) ein neues System zur Berechnung von Logarithmen, das er 1620 nach langer Arbeit veröffentlichte. Aber schon vorher, im Jahre 1614, veröffentlichte der schottische Denker John Napier ein Buch über Logarithmen, das ihn als „Erfinder der Logarithmen“ berühmt machte. Ihre Arbeiten und Erkenntnisse über Logarithmen entwickelten Bürgi und Napier jedoch unabhängig voneinander.
Das griechische Wort „Logarithmus“ bedeutet auf Deutsch „Verhältniszahl“ und stammt von Napier. Es gilt nämlich: Genau dann steht {\displaystyle a} zu {\displaystyle b} im selben Verhältnis wie {\displaystyle c} zu {\displaystyle d} (als Formel: {\displaystyle a:b=c:d}), wenn die Unterschiede ihrer Logarithmen übereinstimmen (als Formel: {\displaystyle \log(a)-\log(b)=\log(c)-\log(d)}). Erstmals veröffentlicht wurden Logarithmen von diesem unter dem Titel Mirifici logarithmorum canonis descriptio, was mit Beschreibung des wunderbaren Kanons der Logarithmen übersetzt werden kann.
Nachdem der Oxforder Professor Henry Briggs (1561–1630) sich intensiv mit dieser Schrift beschäftigt hatte, nahm er mit ihrem Autor Kontakt auf und schlug vor, für die Logarithmen die Basis 10 zu verwenden (abgekürzt lg). Diese verbreiteten sich schnell und wurden besonders in der Astronomie geschätzt, was auch Pierre-Simon Laplace, im Vergleich zu den vorher benutzten trigonometrischen Tafeln, feststellte:

„L’invention des logarithmes, en réduisant le temps passé aux calculs de quelques mois à quelques jours, double pour ainsi dire la vie des astronomes.“

„Dadurch, dass die für Rechnungen benötigte Zeit von einigen Monaten auf einige Tage reduziert wurde, hat die Erfindung der Logarithmen sozusagen die Lebenszeit eines Astronomen verdoppelt.“

Wird die Eulersche Zahl {\displaystyle \mathrm {e} } – die im Jahre 1728 von Leonhard Euler (1707–1783) bestimmt und erstmals 1742 veröffentlicht wurde – als Basis des Logarithmus verwendet, so nennt man ihn den natürlichen Logarithmus. Der natürliche Logarithmus wird dabei durch „ln“ abgekürzt.
Mit den Logarithmen war die mathematische Grundlage für die Weiterentwicklung des mechanischen Rechenschiebers gelegt; denn die Funktionsweise des Rechenschiebers basiert auf dem Prinzip der Addition und Subtraktion von Logarithmen.

## Logarithmus in Anwendung und Natur

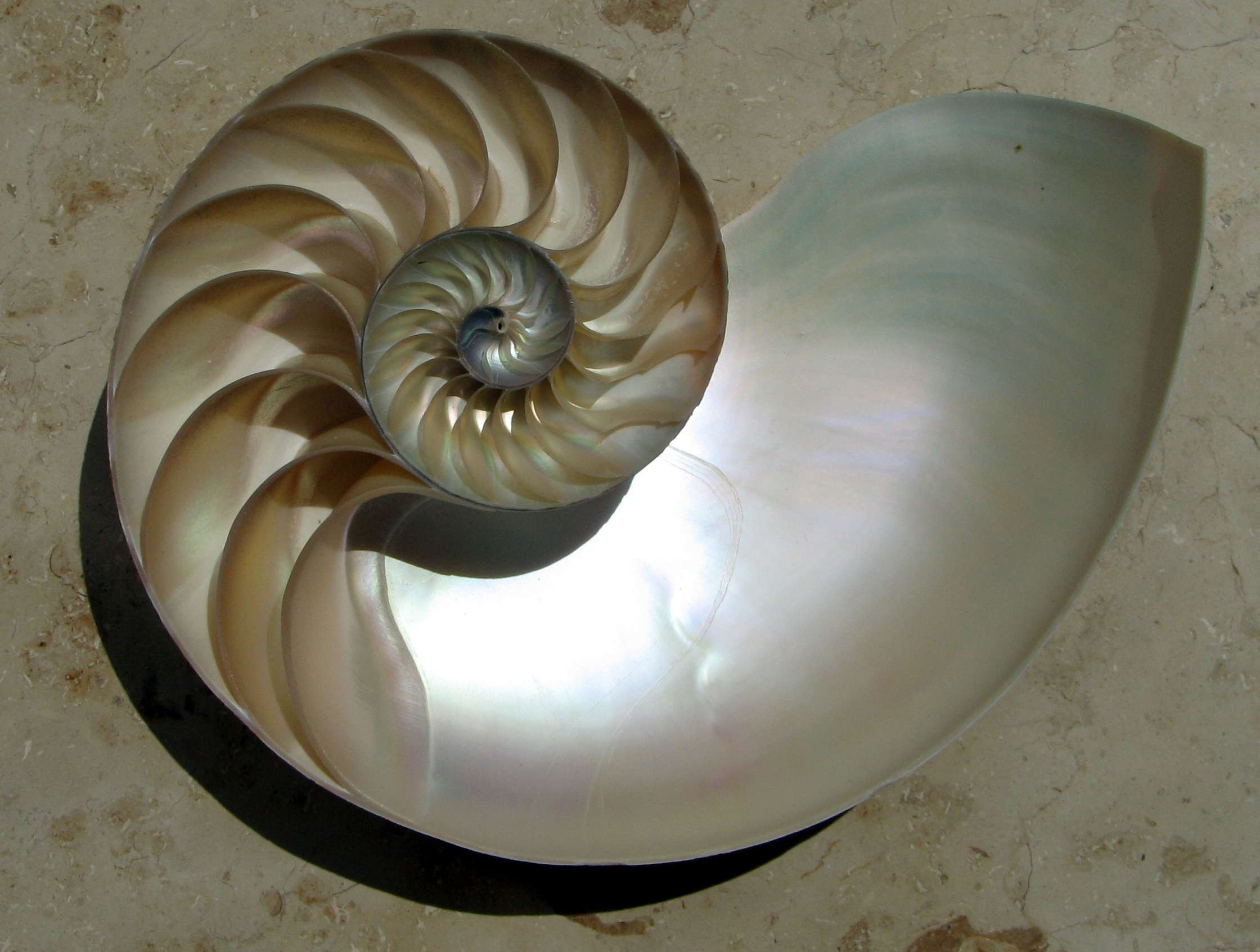
Das Gehäuse eines Nautilus zeigt eine logarithmische Spirale

Eine logarithmische Spirale

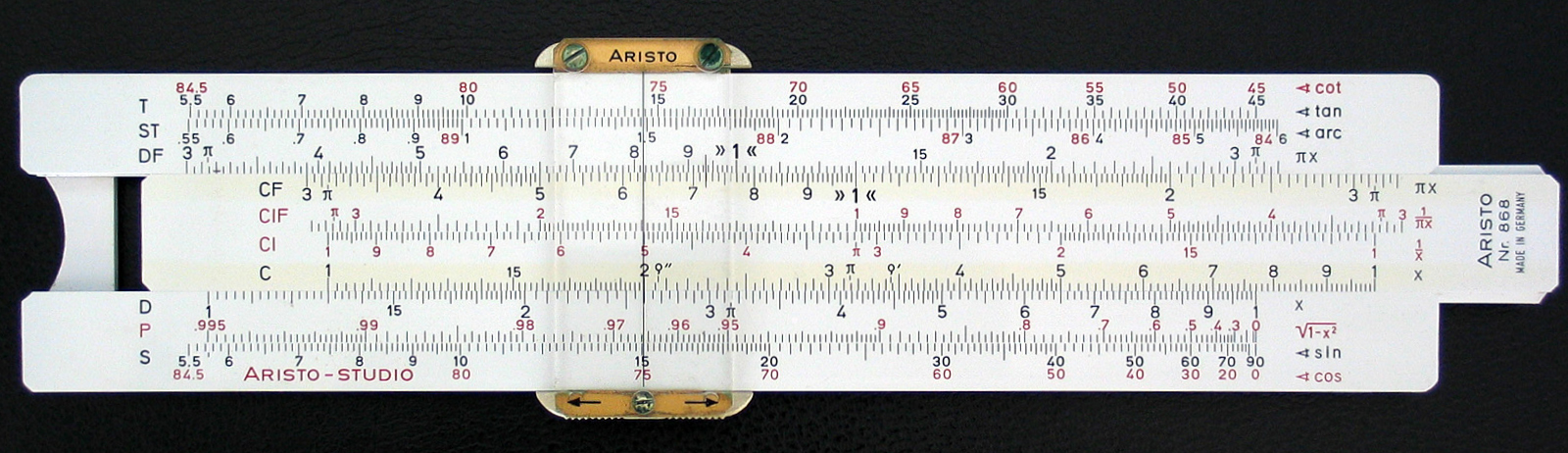
Ein Rechenschieber

Anwendungen des Logarithmus finden sich vielfach in der Wissenschaft, wenn der Wertebereich viele Größenordnungen umfasst. Daten werden entweder mit einer logarithmischen Skala dargestellt, oder es werden logarithmisch definierte Größen verwendet, wie zum Beispiel beim pH-Wert oder bei der Empfindlichkeit der Sinnesorgane.

### In der belebten Natur
In der belebten Natur finden sich zahlreiche Beispiele logarithmischer Spiralen, so z. B. das Wachstum von Schneckenhäusern oder die Anordnung der Kerne auf der Sonnenblume.

### Schalldruckpegel
Der Schalldruckpegel wird als logarithmisches Maß zur Beschreibung der Stärke eines Schallereignisses verwendet. Dazu wird die Hilfsmaßeinheit Dezibel (dB) verwendet.

### Helligkeitsempfindung
Auch für die Sinnesempfindung der Helligkeit hat sich eine logarithmische Bewertung bewährt (Weber-Fechner-Gesetz), da das menschliche Auge zwischen Dämmerung und hellem Sonnenschein bis zu 10,5 Zehnerpotenzen an physikalischer Leuchtdichte überbrücken kann.

### pH-Wert
Der pH-Wert ist das Maß für den sauren oder basischen Charakter einer wässrigen Lösung. Anmerkung: In der Chemie werden logarithmische Skalen im Allgemeinen durch ein vorangestelltes p (für Potenz) gekennzeichnet, zum Beispiel beim pKS- oder pKB-Wert.

### Richterskala
Die Richterskala, die zur Beschreibung von Erdbebenstärken genutzt wird, basiert auf einer deka-logarithmischen Einteilung. Die Erdbebenstärke steigt daher von Stufe zu Stufe exponentiell.

### Sternhelligkeiten
Sternhelligkeiten werden in astronomischen Größenklassen angegeben, die ein logarithmisches Maß der tatsächlichen Strahlungsstärke darstellt.

### Rechenschieber
Bevor elektronische Rechenmaschinen zur Verfügung standen, nutzte man die Logarithmengesetze aus, um Multiplikationen zu Additionen und Divisionen zu Subtraktionen zu vereinfachen. Die Berechnung der Quadratwurzel vereinfacht sich auf der Ebene des Logarithmus zu einer Division durch Zwei. Weil der Logarithmus selbst nicht so leicht zu berechnen ist, waren Rechenschieber mit ihren logarithmischen Skaleneinteilungen und Logarithmische Rechentafeln (Logarithmentafeln) weit verbreitete Hilfsmittel.

### Wachstums- und Zerfallsprozesse
Typische Aufgabenstellungen bei Wachstums- und Zerfallsprozessen lassen sich durch die Umkehrfunktion des Logarithmus – die Exponentialfunktion – modellieren. Siehe Exponentieller Vorgang, Absorption.

### Anzahl der Ziffern einer Zahl
Berechnung der Anzahl der Ziffern, die zur Darstellung einer natürlichen Zahl in einem Stellenwertsystem benötigt werden. Um eine natürliche Zahl {\displaystyle n} zur Basis {\displaystyle b} darzustellen, werden {\displaystyle 1+\lfloor \log _{b}n\rfloor } Stellen benötigt. Die Klammern bedeuten dabei Abrunden auf die nächste ganze Zahl, die kleiner oder gleich ist.
Zum Beispiel ist {\displaystyle \log _{2}100\approx 6{,}64}. Die obige Formel liefert den Wert 7. Man braucht also 7 Ziffern, um 100 im Dualsystem darzustellen, nämlich {\displaystyle 100=1100100_{2}}. Stellt man hingegen 100 im Hexadezimalsystem dar, dann benötigt man dazu zwei Stellen, denn {\displaystyle \log _{16}100\approx 1{,}66}. Es ist {\displaystyle 100=64_{16}}.

### Benfordsches Gesetz
Die Verteilung der Ziffern von Zahlen in empirischen Datensätzen, zum Beispiel ihrer ersten Ziffern, folgt einer logarithmischen Verteilung, dem Benfordschen Gesetz.

### Informationseinheit
Messung der Informationsmenge; die Informationstheorie sagt, dass, wenn etwas mit Wahrscheinlichkeit {\displaystyle p} auftritt, das Wissen über das tatsächliche Auftreten davon eine Informationsmenge von {\displaystyle \log _{2}{\tfrac {1}{p}}} bit ergibt. Zum Beispiel erhält man beim Ergebnis „Kopf“ eines fairen Münzwurfs ({\displaystyle p=0{,}5}) die Informationsmenge {\displaystyle \log _{2}2=1} bit, und es genügt ein Bit, um diese Information zu codieren.

### Kryptographie
Der diskrete Logarithmus ist in endlichen Körpern und darauf definierten elliptischen Kurven erheblich aufwändiger zu berechnen als seine Umkehrfunktion, die diskrete Exponentialfunktion. Letztere kann daher als sogenannte Einwegfunktion in der Kryptografie zur Verschlüsselung angewandt werden.

### LogarithmischeZeitskalen
Logarithmische Zeitskalen finden sich in der Geschichte der Technik ebenso wie in der geologischen Zeitskala.

### Intervalle der Musiktheorie
Intervalle haben einen exponentiellen Frequenzverlauf. Das Gehör jedoch empfindet diese als linear. Die Größen von Intervallen werden daher als multiplikative Faktoren auf Frequenzen aufgefasst und als rationale Zahlen oder als Logarithmen angegeben. In diesem Fall wird die Oktave in 1200 Cent unterteilt. Beispiel:
| Intervall        | Frequenzverhältnis | Größe |
| ---------------- | ------------------ | --- |
| 1 Oktave         | 2                  | 1200 Cent |
| 2 Oktaven        | 4                  | 2400 Cent |
| 3 Oktaven        | 8                  | 3600 Cent |
| …                |                    | |
| reine große Terz | 5:4                | {\displaystyle 1200\cdot \log _{2}{\big (}{\tfrac {5}{4}}{\big )}\,{\text{Cent}}\approx 386{,}314\,{\text{Cent}}} |
| reine Quinte     | 3:2                | {\displaystyle 1200\cdot \log _{2}{\big (}{\tfrac {3}{2}}{\big )}\,{\text{Cent}}\approx 701{,}955\,{\text{Cent}}} |

### Graphische Darstellung von Funktionen
Zur graphischen Darstellung von Funktionen werden spezielle mathematische Papiere verwendet, wie beispielsweise einfachlogarithmisches Papier oder doppeltlogarithmisches Papier.

## Bezeichnungen
Man schreibt für den Logarithmus von {\displaystyle a} zur Basis {\displaystyle b}
{\displaystyle x=\log _{b}a}
und sagt: „{\displaystyle x} ist der Logarithmus von {\displaystyle a} zur Basis {\displaystyle b}“. {\displaystyle a} heißt Numerus oder veraltet auch Logarithmand.
Das Ergebnis {\displaystyle x} des Logarithmierens gibt also an, mit welchem Exponenten man die Basis {\displaystyle b} potenzieren muss, um den Numerus {\displaystyle a} zu erhalten.
Für die Vorkommastellen des Logarithmus wird meist der Begriff Charakteristik (manchmal auch Kennzahl) verwendet, seine Nachkommastellen werden Mantisse genannt.
Die Schreibweise
{\displaystyle \operatorname {log} _{b}a}

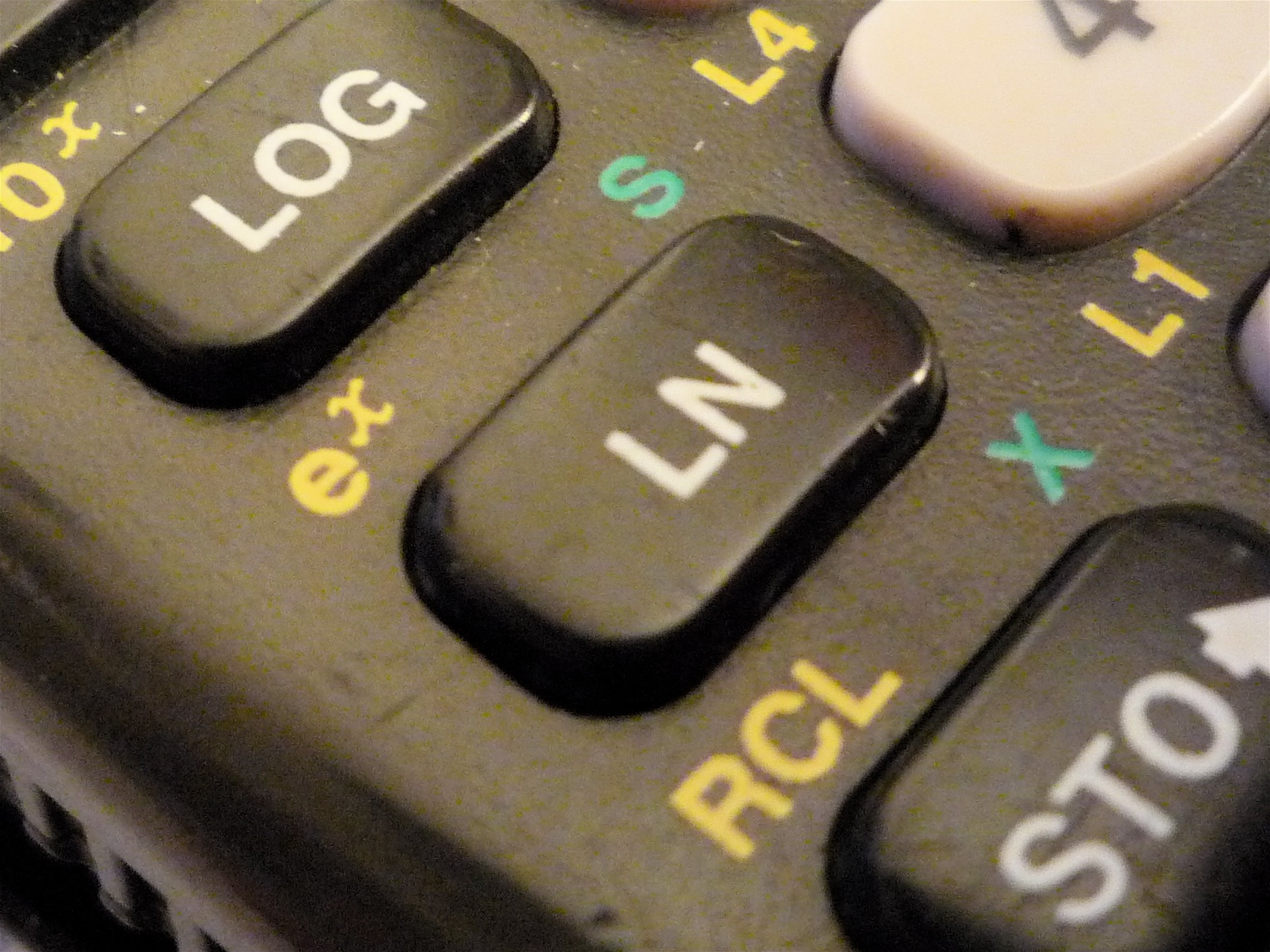
Bedienelemente an einem Taschenrechner. Die Taste steht herstellerübergreifend für den Logarithmus zur Basis 10, berechnet den natürlichen Logarithmus zur Basis e. Darüber hinaus ist als zweite Belegung der jeweiligen Tasten die entsprechende Umkehrfunktion vorgesehen (gelbe Beschriftung jeweils oberhalb), die Exponentialfunktion zur Basis 10 oder e.

ist das allgemeine mathematische Zeichen für den Logarithmus gemäß DIN 1302. Seltener findet man auch davon abweichende Schreibweisen, wie zum Beispiel {\displaystyle {}_{b}\,\!\log a}.
Das Zeichen {\displaystyle \log } ohne eine angegebene Basis wird verwendet, wenn die verwendete Basis keine Rolle spielt, wenn diese getrennt vereinbart wird, aus dem Zusammenhang ersichtlich ist oder aufgrund einer Konvention festgelegt ist. In technischen Anwendungen (so z. B. auf den meisten Taschenrechnern) steht {\displaystyle \log } oft für den dekadischen Logarithmus. In theoretischen Abhandlungen, insbesondere zu zahlentheoretischen Themen, steht {\displaystyle \log } oft für den natürlichen Logarithmus.
Darüber hinaus sind für den Logarithmus in DIN 1302 je nach Anwendung spezielle Schreibweisen festgelegt:
- {\displaystyle \operatorname {ln} a} – Natürlicher Logarithmus (lateinisch logarithmus naturalis), der Logarithmus zur Basis {\displaystyle \mathrm {e} }, der Eulerschen Zahl 2,7182818… Er wird im Zusammenhang mit Exponentialfunktionen verwendet.
- {\displaystyle \operatorname {lg} a} – Dekadischer Logarithmus, auch als Zehnerlogarithmus oder Briggsscher Logarithmus bezeichnet, der Logarithmus zur Basis 10. Er wird bei numerischen Rechnungen im Dezimalsystem verwendet.
- {\displaystyle \operatorname {lb} a} – Binärer Logarithmus, auch als Zweierlogarithmus bezeichnet, der Logarithmus zur Basis 2. Er wird in der Informatik bei Rechnungen im Binärsystem verwendet. Außerhalb der Norm wird mit gleicher Bedeutung auch {\displaystyle \operatorname {ld} a} – logarithmus dualis – verwendet.

Ein ähnlich aussehendes Funktionszeichen ist {\displaystyle \operatorname {li} a} für den Integrallogarithmus. Bei dieser Funktion handelt es sich aber nicht um eine Logarithmusfunktion.

## Definition
Der Logarithmus kann mathematisch stets als eine Schar von Funktionen (deren Parameter mit {\displaystyle b} bezeichnet sei)
{\displaystyle \log _{b}:\mathbb {R} ^{+}\to \mathbb {R} }
aufgefasst werden. Ihre einzelnen Logarithmusfunktionen sind dabei nur unterschiedliche (reelle, aber ungleich null) Vielfache voneinander.
Über den positiven reellen Zahlen kann er auf verschiedene Arten eingeführt werden. Je nach Hintergrund und Intention wird man den einen oder anderen didaktischen Zugang wählen. Die verschiedenen Definitionen des reellen Logarithmus sind dabei untereinander äquivalent und erfolgen hier mit besonderem Fokus auf den natürlichen Logarithmus, der aus Sicht des Mathematikers auf natürliche Weise auftritt, wie bei dem Zugang über die Stammfunktion von {\displaystyle {\tfrac {1}{t}}} erkennbar ist.

### Als Umkehrfunktion der Exponentialfunktion
Der Logarithmus zur Basis {\displaystyle b} ist die Umkehrfunktion der allgemeinen Exponentialfunktion zur positiven Basis {\displaystyle b\neq 1}:
{\displaystyle x\mapsto b^{x}.}
Die Funktionen {\displaystyle b^{x}} und {\displaystyle \log _{b}x} sind also Umkehrfunktionen voneinander, d. h. Logarithmieren macht Exponenzieren rückgängig und umgekehrt:
{\displaystyle b^{\log _{b}x}=x\quad {\text{und}}\quad \log _{b}(b^{x})=x.}
Der natürliche Logarithmus ergibt sich mit der Basis {\displaystyle b=\mathrm {e} }, wobei
{\displaystyle \mathrm {e} =2{,}718281828459\ldots }
die Eulersche Zahl ist.

### Als Lösung einer Funktionalgleichung
Die Logarithmusfunktionen sind die nicht-trivialen, stetigen Lösungen {\displaystyle L} der Funktionalgleichung
{\displaystyle L(x\cdot y)=L(x)+L(y).}
Ihre Lösungen erfüllen stets {\displaystyle L(1)=0} und erweisen sich sogar als differenzierbar. Den natürlichen Logarithmus erhält man dann zusammen mit der Zusatzbedingung
{\displaystyle L'(1)=1.}
Die Zusatzbedingung ist einer der Gründe dafür, den so erhaltenen Logarithmus als natürlich zu bezeichnen. Wollte man den Logarithmus zu einer anderen Basis {\displaystyle b} über die Zusatzbedingung erhalten, dann müsste man
{\displaystyle L'(1)={\frac {1}{\ln b}}}
fordern und würde wieder den natürlichen Logarithmus benötigen.
Die triviale Lösung obiger Funktionalgleichung ist die Nullfunktion {\displaystyle L(x)=0}, die nicht als Logarithmusfunktion angesehen wird, und die einzige Lösung der Funktionalgleichung, für die auch {\displaystyle L(0)} definiert ist.
Der Logarithmus vermittelt aufgrund obiger Funktionalgleichung daher insbesondere eine strukturerhaltende Abbildung von den positiven reellen Zahlen mit ihrer multiplikativen Struktur auf die gesamten reellen Zahlen mit deren additiver Struktur. Dies kann man auch explizit als Bedingung fordern und gelangt damit zur Herleitung.

### Als Isomorphismus
Die reellwertigen Logarithmen sind genau die stetigen Isomorphismen
{\displaystyle L\colon (\mathbb {R} ^{+}\!,\,\cdot \,)\longrightarrow (\mathbb {R} ,+)}.
Diese Definition legt die Funktion {\displaystyle L} bis auf eine multiplikative Konstante eindeutig fest.
Der algebraische Zugang betont ebenso wie der Zugang über die Funktionalgleichung
die historische Bedeutung des Logarithmus als Rechenhilfe: Er ermöglicht es, eine Multiplikation in eine Addition „umzuwandeln“.

### Als Stammfunktion vonfmitf(x)=1/x

Der natürliche Logarithmus als Fläche unter dem Graphen von 1/x

Die Funktion
{\displaystyle L\colon t\mapsto \int _{1}^{t}{\frac {1}{x}}\,\mathrm {d} x}
mit {\displaystyle t>0} ist gerade der natürliche Logarithmus: Es ist {\displaystyle L=\ln }. Zum Logarithmus mit der Basis {\displaystyle b} gelangt man durch Division der Funktion {\displaystyle L} durch die Konstante {\displaystyle L(b)=\ln b}. Als uneigentliches Integral von {\displaystyle f}, oder beliebiger willkürlicher (positiver) unterer Integrationsgrenze, betrachtet, würde man nur noch eine zusätzliche, additive Konstante erhalten, aber immer nur den Logarithmus zur Basis {\displaystyle \mathrm {e} } bekommen.

### Als Potenzreihe
Der natürliche Logarithmus kann als Potenzreihe gemäß
{\displaystyle \ln(1+x)=\sum _{k=1}^{\infty }(-1)^{k+1}{\frac {x^{k}}{k}}=x-{\frac {x^{2}}{2}}+{\frac {x^{3}}{3}}-{\frac {x^{4}}{4}}+\dotsb }
eingeführt werden. Diese Reihe konvergiert für {\displaystyle |x|<1} und für {\displaystyle x=1}.
Für eine numerische Berechnung des Werts {\displaystyle \ln(1+x)} für {\displaystyle x>-1} ist die Beziehung {\displaystyle \ln(1+x)=-\ln {\Bigl (}1-{\frac {x}{1+x}}{\Bigr )}} nützlich.

### Anmerkung
Diese Definitionen können auch herangezogen werden, um Logarithmen auf anderen mathematischen Strukturen zu erhalten, wie z. B. auf den komplexen Zahlen. Das setzt voraus, dass in der betreffenden Struktur die zur Definition verwendeten Konzepte existieren.
Um etwa den diskreten Logarithmus auf einer Gruppe zu definieren, können Konzepte wie Differentiation/Integration nicht herangezogen werden, weil sie dort gar nicht existieren. (Die Definition geschieht dort als Umkehrung der Potenzierung mit ganzen Exponenten, die wiederum aus mehrfachem Anwenden der einen Verknüpfung der Gruppe definiert ist.)

## Rechenregeln und grundlegende Eigenschaften

### Logarithmengesetze
Im Folgenden wird stets vorausgesetzt, dass die Variablen {\displaystyle x,y,x_{i},r,a,b} von Null verschieden sind; im Falle des reellen Logarithmus werden die Zahlen sogar als positiv vorausgesetzt. Die Basen {\displaystyle a,b} des Logarithmus dürfen ferner nicht 1 sein.

#### Produkte
Für das Rechnen mit Logarithmen von Produkten steht die hilfreiche Rechenregel
{\displaystyle \log _{b}(x\cdot y)=\log _{b}x+\log _{b}y}
zur Verfügung; oder allgemeiner:
{\displaystyle \log _{b}(x_{1}x_{2}\dotsm x_{n})=\log _{b}x_{1}+\log _{b}x_{2}+\dotsb +\log _{b}x_{n}}
bzw.
{\displaystyle \log _{b}\prod _{i=1}^{n}x_{i}=\sum _{i=1}^{n}\log _{b}x_{i}.}
Der Logarithmus eines Produkts ist die Summe der Logarithmen der Faktoren.

#### Quotienten
Die Quotienten leiten sich direkt aus den Logarithmen von Produkten ab. Hier sei nur der einfache Fall
{\displaystyle \log _{b}{\frac {x}{y}}=\log _{b}x-\log _{b}y}
angegeben. Der Logarithmus eines Quotienten ist der Logarithmus des Zählers {\displaystyle x} minus den Logarithmus des Nenners {\displaystyle y}.
Insbesondere ergibt sich daraus (da {\displaystyle \log 1=0}):
{\displaystyle \log _{b}{\frac {1}{x}}=-\log _{b}x}
Allgemeiner ergibt sich direkt aus der obigen Quotientenregel das Reziprozitätsgesetz:
{\displaystyle \log _{b}{\frac {x}{y}}=-\log _{b}{\frac {y}{x}}}

#### Summen und Differenzen
Aus der Formel für Produkte kann eine Formel für Logarithmen von Summen (und Differenzen) wie {\displaystyle x+y} hergeleitet werden, indem {\displaystyle x} ausgeklammert wird:
{\displaystyle x+y=x\left(1+{\frac {y}{x}}\right).}
Damit ergibt sich die „Regel“
{\displaystyle \log _{b}(x+y)=\log _{b}x+\log _{b}\left(1+{\frac {y}{x}}\right).}

#### Potenzen
Für Potenzen mit reellem Exponent {\displaystyle r} gilt die Regel
{\displaystyle \log _{b}\left(x^{r}\right)=r\log _{b}x.}
Der Logarithmus einer Potenz ist also das Produkt aus dem Exponenten mit dem Logarithmus der Basis.
Auch daraus lässt sich für {\displaystyle r=-1}
{\displaystyle \log _{b}{\frac {1}{x}}=-\log _{b}x}
ermitteln.
Der Logarithmus eines Stammbruchs {\displaystyle {\tfrac {1}{x}}} ist der negative Logarithmus des Nenners {\displaystyle x}.
Diese Rechenregeln lassen sich von den Potenzgesetzen ableiten.

#### Wurzeln

Dieses Dreieck zeigt die Beziehungen zwischen der Potenz, der Wurzel und dem Logarithmus. Geht man von den Ecken in die Richtung der Pfeile, wird man zu einem Ergebnis geleitet

Da Wurzeln nichts anderes als Potenzen mit gebrochenem Exponenten sind, ergibt sich nach der oben angegebenen Potenzregel des Logarithmus die Rechenregel
{\displaystyle \log _{b}{\sqrt[{n}]{x}}=\log _{b}\left(x^{\frac {1}{n}}\right)={\frac {1}{n}}\log _{b}x.}

### Basisumrechnung
Um Logarithmen zur Basis {\displaystyle b\neq 1} mithilfe von Logarithmen einer beliebigen Basis {\displaystyle a\neq 1} zu berechnen, verwendet man den Zusammenhang
{\displaystyle \;\;\;\log _{b}x={\frac {\log _{a}x}{\log _{a}b}}},
denn mit {\displaystyle \;\;y=\log _{b}x\;\;} gelten die Umformungen
{\displaystyle {\begin{aligned}b^{y}&=x\\\log _{a}b^{y}&=\log _{a}x\\y\log _{a}b&=\log _{a}x\\y&={\frac {\log _{a}x}{\log _{a}b}}\end{aligned}}}
Damit sieht man, dass sich Logarithmen zu verschiedenen Basen nur um einen konstanten Faktor voneinander unterscheiden. Die meisten Tabellenwerke stellen Logarithmen nur zur Basis 10 zur Verfügung, Taschenrechner auch zur Basis {\displaystyle \mathrm {e} } (den natürlichen Logarithmus). Mit der obigen Formel lassen sich daraus Logarithmen zu einer beliebigen Basis berechnen.
Ein prominenter Spezialfall, der sich für {\displaystyle \;a\neq 1\land b\neq 1\;} aus obiger Formel ergibt, ist
{\displaystyle \log _{a}b={\frac {1}{\log _{b}a}}\quad } oder {\displaystyle \quad \log _{a}b\cdot \log _{b}a=1}.
Beispiel
{\displaystyle \log _{10}8={\frac {\log _{2}8}{\log _{2}10}}={\frac {\ln 8}{\ln 10}}}
für beliebige positive Zahlen {\displaystyle x} ist {\displaystyle {\frac {\ln x}{\log _{10}x}}=\ln 10\approx 2{,}302585}
Beispiel für den Kehrwert der Basis
{\displaystyle \log _{a^{-1}}x=-\log _{a}x}.

### Nichtpositive Zahlen
In den reellen Zahlen ist der Logarithmus für nichtpositive Zahlen, also Null und negative Zahlen, nicht definiert. Allerdings erfüllt {\displaystyle \log _{b}|x|} obige Funktionalgleichung für {\displaystyle L(\cdot )}, solange nur {\displaystyle x,y\not =0} ist, da diese dort eine Unstetigkeitsstelle hat. Ansonsten würde für {\displaystyle x=0} ja für alle {\displaystyle y} stets {\displaystyle 0=L(y)} folgen, wenn man ihre Gültigkeit auf ganz {\displaystyle \mathbb {R} }, also auch bei {\displaystyle x=0}, verlangen würde.
- {\displaystyle x=\log _{b}0} müsste dann {\displaystyle 0=b^{x}} bedeuten. Ist {\displaystyle b} ungleich Null, ist dies jedoch für kein reelles {\displaystyle x} lösbar.
- (als Beispiel die negative Zahl −1) {\displaystyle x=\log _{b}(-1)} müsste dann {\displaystyle -1=b^{x}} bedeuten. Dies ist ebenfalls für keine reelle Zahl {\displaystyle x} möglich, wenn {\displaystyle b} größer Null ist.

In der Funktionentheorie, in der Funktionen von komplexen Zahlen betrachtet werden, kann man den Logarithmus auch für negative Zahlen definieren (siehe Komplexer Logarithmus), allerdings gelten dann einige der Rechenregeln nicht mehr. Auch in diesem Zusammenhang ist 0 keine isolierte Singularität, sondern ein Verzweigungspunkt.

### Ableitung und Integral
Die natürliche Logarithmusfunktion ist die Umkehrfunktion der Exponentialfunktion. Daher erhält man die Ableitung des natürlichen Logarithmus einfach durch Anwendung der Umkehrregel (siehe Beispiel dort). Es ergibt sich
{\displaystyle {\frac {\mathrm {d} }{\mathrm {d} x}}\ln(x)={\frac {1}{x}}}
für positives {\displaystyle x}. Für negatives {\displaystyle x} folgt daraus (wegen {\displaystyle -x>0} und unter Anwendung der Kettenregel)
{\displaystyle {\frac {\mathrm {d} }{\mathrm {d} x}}\ln(-x)={\frac {1}{-x}}\cdot (-1)={\frac {1}{x}}}
und wegen {\displaystyle |x|={\begin{cases}x,&{\text{für }}x>0\\-x,&{\text{für }}x<0\end{cases}}} lässt sich beides zu
{\displaystyle \forall \ x\neq 0\colon {\frac {\mathrm {d} }{\mathrm {d} x}}\ln |x|={\frac {1}{x}}}
zusammenfassen. Für allgemeine Logarithmen gilt:
{\displaystyle {\frac {\mathrm {d} }{\mathrm {d} x}}\log _{b}|x|={\frac {1}{x\ln b}}.}
Für alle reellen {\displaystyle x\neq 0} ist
{\displaystyle \int _{-1}^{x}{{\frac {1}{t}}\,\mathrm {d} t}=\ln |x|,}
wobei für positives {\displaystyle x} (wenn also über den Pol bei {\displaystyle t=0} integriert wird) der Hauptwert des Integrals zu nehmen ist.
Die Stammfunktion (auch bekannt als unbestimmtes Integral) des natürlichen Logarithmus lässt sich durch partielle Integration gewinnen:
{\displaystyle {\begin{aligned}\int {\ln |x|\,\mathrm {d} x}&=\int 1\cdot \ln |x|\,\mathrm {d} x\\&=\int {\frac {\mathrm {d} }{\mathrm {d} x}}x\cdot \ln |x|\,\mathrm {d} x\\&=x\ln |x|-\int x{\frac {1}{x}}\,\mathrm {d} x\\&=x\ln |x|\;-x+C.\end{aligned}}}
Ist bei einem bestimmten Integral des natürlichen Logarithmus eine der Grenzen Null, so kann die Regel von de L’Hospital angewendet werden.
Beispiel
{\displaystyle \int _{0}^{1}{\ln x\,\mathrm {d} x}=[x\ln {x}-x]_{0}^{1}=-1,}
da
{\displaystyle {\begin{aligned}\lim _{x\to 0^{+}}x\ln x&=\lim _{x\to 0^{+}}{\frac {\ln x}{1/x}}\\&=\lim _{x\to 0^{+}}{\frac {1/x}{-1/x^{2}}}\\&=\lim _{x\to 0^{+}}-x\\&=0.\end{aligned}}}

### Kurvendiskussion
- Definitionsmenge: {\displaystyle \mathbb {R} ^{+}={\mathopen {]}}0,\infty {\mathclose {[}}}
- Wertemenge: {\displaystyle \mathbb {R} }
- Nullstellenmenge bzw. Kurvenschnittpunkte mit den Koordinatenachsen: {1} bzw. (1|0)
- Asymptotisches Verhalten:

{\displaystyle \lim _{x\to 0^{+}}\log _{b}x={\begin{cases}-\infty ,&{\text{wenn }}b>1\\+\infty ,&{\text{wenn }}b<1\end{cases}}}
{\displaystyle \lim _{x\to \infty }\log _{b}x={\begin{cases}+\infty ,&{\text{wenn }}b>1\\-\infty ,&{\text{wenn }}b<1\end{cases}}}
- Erste Ableitung:

{\displaystyle (\log _{b}|x|)'={\frac {1}{x\ln b}}}
- Extrempunkte: keine
- Wendepunkte: keine
- Monotonie: streng monoton steigend/wachsend (wenn {\displaystyle b>1}) bzw. fallend (wenn {\displaystyle b<1})
- Flächeninhalt der Fläche zwischen Kurve, y-Achse und x-Achse bis x ≤ 1: {\displaystyle {\frac {1}{|\ln b|}}}
- Krümmungsextremum bei {\displaystyle x_{k}={\frac {1}{{\sqrt {2}}|\ln b|}}} mit {\displaystyle \kappa (x_{k})=-{\frac {2\ln b}{3{\sqrt {3}}}}}

## Natürlicher Logarithmus
Der Logarithmus zur Basis {\displaystyle \mathrm {e} } (der Eulerschen Zahl) wird auch als natürlicher Logarithmus bezeichnet und mit „ln“ oder oft auch „log“ (ohne Tiefstellung) abgekürzt:
Wenn {\displaystyle y=\mathrm {e} ^{x}}, dann ist {\displaystyle x=\log _{\mathrm {e} }y=\ln y}
– oder einfacher formuliert: {\displaystyle \ln(\mathrm {e} ^{x})=x}
Die Zahl {\displaystyle \mathrm {e} } ist z. B. dadurch ausgezeichnet (und könnte auch so definiert werden), dass die Exponentialfunktion {\displaystyle \mathrm {e} ^{x}} sich bei Ableitung nach {\displaystyle x} wieder selbst reproduziert, als Formel:
{\displaystyle {\frac {\mathrm {d} }{\mathrm {d} x}}\mathrm {e} ^{x}=\mathrm {e} ^{x}.}
Der Begriff natürlicher Logarithmus wurde gewählt, weil sowohl die Exponentialfunktion als auch der Logarithmus zur Basis {\displaystyle \mathrm {e} } in vielen Zusammenhängen (Integralrechnung, Differentialrechnung, Komplexe Zahlen, Trigonometrie) auf natürliche Weise ohne Vorfaktoren auftreten. Insbesondere lässt sich der natürliche Logarithmus sehr einfach integrieren und differenzieren.
Der natürliche Logarithmus {\displaystyle \ln } ist eine Stammfunktion {\displaystyle F} der Kehrwertfunktion {\displaystyle f} mit {\displaystyle f(x)=x^{-1}={\tfrac {1}{x}}}, nämlich genau die mit {\displaystyle F(1)=0}.

## Berechnung des Logarithmus
Die Berechnung eines Logarithmus ist prinzipiell kompliziert. Sie lässt sich „mit Papier und Bleistift“ nur durch die vielfache Wiederholung bestimmter Rechenvorgänge erreichen, wobei das Ergebnis des gerade ausgeführten Schrittes als Ausgangsbasis für den nächsten Rechenschritt verwendet wird (Iterative Vorgehensweise).
Meist kann man sich dem Wert nur annähern (Approximation).
Dazu gibt es verschiedene mögliche Vorgehensweisen, von denen einige im Folgenden dargestellt sind. Anfangs ist das Ergebnis dieser Teilschritte jeweils relativ weit entfernt von dem korrekten Ergebnis, wird aber bei jedem weiteren Rechenschritt genauer: es konvergiert zu dem korrekten Ergebnis. Solche iterativen Rechenoperationen sind sehr gut geeignet, um sie automatisch von einem Taschenrechner oder Computer ausführen zu lassen, wo lediglich eine Taste gedrückt werden muss (falls auf dem Gerät vorgesehen), um den Logarithmus der eingegebenen Zahl zu einer festgelegten Basis (meist der Eulerschen Zahl e = 2,718… oder der Zahl 10) zu berechnen. Die folgenden Rechenbeispiele sind jeweils nur zur Berechnung des Logarithmus einer beliebigen Zahl zur Basis e (natürlicher Logarithmus) oder 2 geeignet.

### Potenzreihe

Illustration der ersten Teilsummen der von Nicolaus Mercator entdeckten Reihendarstellung des natürlichen Logarithmus; die Reihe konvergiert nur im nicht-schraffierten Bereich

#### Reihe über den Logarithmus Naturalis

Illustration der Konvergenz der nebenstehenden artanh-Entwicklung für unterschiedliche Anzahl von Summanden

Die Potenzreihenentwicklung des natürlichen Logarithmus um den Entwicklungspunkt 1 ergibt sich für {\displaystyle -1<x\leq 1} als
{\displaystyle {\begin{aligned}\ln(1+x)&=-\sum _{k=0}^{\infty }{\frac {(-x)^{k+1}}{k+1}}\\&=x-{\frac {x^{2}}{2}}+{\frac {x^{3}}{3}}-{\frac {x^{4}}{4}}\pm \dotsb \\&\qquad \dotsb +(-1)^{n+1}{\frac {x^{n}}{n}}\;+\;R_{n+1}(x)\,.\end{aligned}}}
Sie konvergiert nicht sonderlich schnell an den Rändern des Konvergenzintervalls, das Restglied der {\displaystyle n}-ten Partialsumme hat die Größe
{\displaystyle |R_{n+1}(x)|\leq {\frac {|x|^{n+1}}{(n+1)(1-|x|)}}.}
Mit Hilfe der Formel {\displaystyle \ln(x)=m\ln(2)+\ln(2^{-m}x)} kann man die Berechnung des Logarithmus für beliebige {\displaystyle x} auf die für Werte im Intervall {\displaystyle {\big [}{\tfrac {2}{3}},{\tfrac {4}{3}}{\big ]}} reduzieren, d. h., man findet immer {\displaystyle m} und {\displaystyle y} mit {\displaystyle 2^{-m}x=1+y} und {\displaystyle |y|\leq {\tfrac {1}{3}}}

#### Reihe über den Areatangens Hyperbolicus
Mehr Flexibilität in der Reduktion auf Zahlen nahe 1 und eine Halbierung des Berechnungsaufwandes bietet folgende Reihendarstellung, die auf der Potenzreihenentwicklung des Areatangens hyperbolicus  {\displaystyle \operatorname {artanh} }  beruht,
{\displaystyle {\begin{aligned}\ln x&=2\operatorname {artanh} {\frac {x-1}{x+1}}\\&=\sum _{k=0}^{\infty }{\frac {2}{2k+1}}\cdot \left({\frac {x-1}{x+1}}\right)^{2k+1}\\&=\sum _{k=0}^{n}{\frac {2}{2k+1}}\cdot \left({\frac {x-1}{x+1}}\right)^{2k+1}\!\!+\,\,R_{n+1}(x)\end{aligned}}}
mit der Restgliedabschätzung
{\displaystyle |R_{n+1}(x)|\leq {\frac {(x-1)^{2}}{2(2n+3)\,|x|}}\left|{\frac {x-1}{x+1}}\right|^{2n+1}.}
Die Reihe konvergiert für {\displaystyle x>0}, zeigt für {\displaystyle x} und {\displaystyle {\tfrac {1}{x}}} ähnliches Konvergenzverhalten und konvergiert umso besser,
je näher {\displaystyle x} bei 1 liegt. Um dies zu erreichen, verwendet man wieder
{\displaystyle \ln x=2m\ln({\sqrt {2}})+\ln(2^{-m}x).}
Durch Wahl einer geeigneten ganzen Zahl {\displaystyle m} kann man immer erreichen, dass gilt
{\displaystyle {\tfrac {1}{\sqrt {2}}}\leq 2^{-m}x\leq {\sqrt {2}}}
und erhöht damit die Konvergenzgeschwindigkeit der Reihe, die man jetzt für {\displaystyle 2^{-m}x} berechnet. Allerdings muss man zusätzlich noch eine Näherung für {\displaystyle \ln {\sqrt {2}}={\tfrac {1}{2}}\ln 2} berechnen, was über die gleiche Reihe erfolgt. Eine solche Transformation auf ein Intervall {\displaystyle {\big [}{\tfrac {1}{b}},b{\big ]}} durch Skalierung von {\displaystyle x} mit {\displaystyle b^{2m}} ist auch für andere Werte von {\displaystyle b} möglich, durch die besonders einfache Handhabung der 2 in binär dargestellten Zahlen wird selten ein anderer Faktor verwendet.

### Kettenbruch
Die oben angegebene Potenzreihe von {\displaystyle \ln(1+x)} lässt sich auch als Kettenbruch darstellen:
{\displaystyle \ln(1+x)={\cfrac {x}{1-0x+{\cfrac {1^{2}x}{2-1x+{\cfrac {2^{2}x}{3-2x+{\cfrac {3^{2}x}{4-3x+\ddots }}}}}}}}}

### Additive Zerlegung
Der natürliche Logarithmus  {\displaystyle \ln }  steht, wie im obigen Abschnitt erwähnt, mit dem Areatangens hyperbolicus  {\displaystyle \operatorname {artanh} }  per
{\displaystyle \ln x=2\operatorname {artanh} {\frac {x-1}{x+1}}\qquad \,(0<x)}
in Beziehung, was nach der anderen Seite aufgelöst
{\displaystyle \operatorname {artanh} u={\frac {1}{2}}\ln {\frac {1+u}{1-u}}\qquad (-1<u<1)}
ergibt.
Die Logarithmen der positiv-ganzzahligen Numeri lassen sich damit in aufsteigenden Einerstufen der Form
{\displaystyle {\begin{aligned}\ln(n+1)&=\ln n+\ln {\frac {n+1}{n}}=\ln n+2\operatorname {artanh} {\frac {1}{2n+1}}\\&=2\sum _{\nu =1}^{n}\operatorname {artanh} {\frac {1}{2\nu +1}}\end{aligned}}}
darstellen und ausrechnen. Dabei verbessert sich das Konvergenzverhalten der Taylorreihe
{\displaystyle \operatorname {artanh} u=\sum _{k=0}^{\infty }{\frac {u^{2k+1}}{2k+1}}=u+{\frac {1}{3}}u^{3}+{\frac {1}{5}}u^{5}+{\frac {1}{7}}u^{7}+\ldots }
geringfügig mit wachsendem {\displaystyle n.}
Mithilfe des Additionstheorems
{\displaystyle \operatorname {artanh} u+\operatorname {artanh} v=\operatorname {artanh} {\frac {u+v}{1+uv}}}
lässt sich  {\displaystyle \operatorname {artanh} }  und damit auch  {\displaystyle \ln }  additiv zerlegen.
So ergeben sich beispielsweise die folgenden Identitäten für die natürlichen Logarithmen der ersten Primzahlen.
Dabei werde der Übersichtlichkeit halber das Additionstheorem als Gruppengesetz {\displaystyle \oplus }
{\displaystyle u\oplus v:=\tanh(\operatorname {artanh} u+\operatorname {artanh} v)={\frac {u+v}{1+uv}},}
sowie seine {\displaystyle n}-fache Vervielfältigung als
{\displaystyle n\!\odot \!u:=\underbrace {u\oplus u\oplus \dotsb \oplus u} _{n{\text{-mal}}}=\bigoplus _{\nu =1}^{n}u}
formuliert.
| {\displaystyle \tanh \left({\tfrac {1}{2}}\ln 2\right)}  | {\displaystyle ={\tfrac {1}{3}}} | {\displaystyle =2\!\odot \!{\tfrac {1}{7}}\;\oplus \;{\tfrac {1}{17}}}            | {\displaystyle =\;\,7\!\odot \!{\tfrac {1}{19}}\;\ominus \;\;\,2\!\odot \!{\tfrac {1}{49}}\;\oplus \;3\!\odot \!{\tfrac {1}{161}},}   |
| {\displaystyle \tanh \left({\tfrac {1}{2}}\ln 3\right)}  | {\displaystyle ={\tfrac {1}{2}}} | {\displaystyle =3\!\odot \!{\tfrac {1}{7}}\;\oplus \;2\!\odot \!{\tfrac {1}{17}}} | {\displaystyle =11\!\odot \!{\tfrac {1}{31}}\;\oplus \;\;\,8\!\odot \!{\tfrac {1}{49}}\;\oplus \;5\!\odot \!{\tfrac {1}{161}},}       |
| {\displaystyle \tanh \left({\tfrac {1}{2}}\ln 5\right)}  | {\displaystyle ={\tfrac {2}{3}}} | {\displaystyle =4\!\odot \!{\tfrac {1}{5}}\;\ominus \;{\tfrac {1}{161}}}          | {\displaystyle =16\!\odot \!{\tfrac {1}{31}}\;\oplus \;12\!\odot \!{\tfrac {1}{49}}\;\oplus \;7\!\odot \!{\tfrac {1}{161}},}          |
| {\displaystyle \tanh \left({\tfrac {1}{2}}\ln 7\right)}  | {\displaystyle ={\tfrac {3}{4}}} | {\displaystyle =3\!\odot \!{\tfrac {1}{3}}\;\ominus \;{\tfrac {1}{15}}}           | {\displaystyle =14\!\odot \!{\tfrac {1}{15}}\;\oplus \;\;\,6\!\odot \!{\tfrac {1}{97}}\;\ominus \;3\!\odot \!{\tfrac {1}{127}}} sowie |
| {\displaystyle \tanh \left({\tfrac {1}{2}}\ln 11\right)} | {\displaystyle ={\tfrac {5}{6}}} | {\displaystyle =2\!\odot \!{\tfrac {1}{2}}\;\oplus \;{\tfrac {1}{10}}}            | {\displaystyle =24\!\odot \!{\tfrac {1}{23}}\;\oplus \;11\!\odot \!{\tfrac {1}{65}}\;\ominus \;7\!\odot \!{\tfrac {1}{485}}.}         |
Für die praktische Rechnung sind Zerlegungen bevorzugt, deren Summanden eine Eins im Zähler haben.
Wie beim Arkustangens bleiben bei der Verdoppelung
{\displaystyle {\tfrac {1}{n}}=2\!\odot \!{\tfrac {1}{2n}}\;\oplus \;{\tfrac {1}{4n^{3}-3n}}}
die Einsen im Zähler erhalten.

### Grenzwerte nach Hurwitz
Für den natürlichen Logarithmus gelten die Grenzwerte
{\displaystyle \ln x=\lim _{n\to \infty }n\left({\sqrt[{n}]{x}}-1\right)=\lim _{n\to \infty }n\left(1-{\frac {1}{\sqrt[{n}]{x}}}\right)}
sowie gleichbedeutend damit
{\displaystyle \ln x=\lim _{h\to 0}{\frac {x^{h}-1}{h}}=\lim _{h\to 0}\int _{1}^{x}{\frac {1}{t^{1-h}}}\,\mathrm {d} t}
die man leicht mit der Regel von de L’Hospital bestätigt.
Hierauf basieren die von Adolf Hurwitz für den natürlichen Logarithmus angegebenen Grenzwerte der Folgen {\displaystyle a_{n}} bzw. {\displaystyle b_{n}}, die über
{\displaystyle {\begin{aligned}a_{n}&=2^{n}(x_{n}-1)\\b_{n}&=2^{n}\left(1-{\frac {1}{x_{n}}}\right),\end{aligned}}}
wobei
{\displaystyle x_{n+1}={\sqrt {x_{n}}}\quad {\text{mit}}\quad x_{0}=x}
definiert sind. Wegen {\displaystyle 1-{\tfrac {1}{x}}\leq b_{n}\leq a_{n}<x-1} und weil {\displaystyle a_{n}} monoton fallend und {\displaystyle b_{n}} monoton wachsend ist, folgt die Konvergenz dieser beiden Folgen. Aufgrund von {\displaystyle a_{n}=b_{n}x_{n}} und {\displaystyle x_{n}\rightarrow 1} ergibt sich die Gleichheit der beiden Grenzwerte:
{\displaystyle \lim _{n\to \infty }a_{n}=\lim _{n\to \infty }b_{n}=\ln x.}
Für eine praktische Berechnung von ln {\displaystyle x} sind diese Grenzwerte wegen der auftretenden Auslöschung jedoch nicht gut geeignet.

### Berechnung einzelner Binärziffern
Eine weitere Möglichkeit zur Berechnung des Logarithmus besteht darin, nacheinander die Ziffern der Binärdarstellung des Logarithmus zur Basis 2 zu bestimmen. Dieses Verfahren ist besonders einfach auf Rechenwerken zu implementieren, da es aufwändige Divisionen vermeidet und auch leicht in Festkomma-Arithmetik umsetzbar ist.
Zunächst werden die Vorkommastellen des Zweierlogarithmus (immer im Dualsystem) durch Abzählen der Vorkommastellen der Zahl {\displaystyle x} bestimmt und {\displaystyle x} durch Schieben auf Werte zwischen 1 und 2 normiert.
Der Logarithmus von {\displaystyle x} hat danach die Darstellung
{\displaystyle {\begin{aligned}\log _{2}(x)&=0,b_{1}b_{2}b_{3}\cdots =\sum _{k>0}b_{k}2^{-k}{\text{ mit }}b_{k}\in \{0,1\}\\\log _{2}(x^{2})&=b_{1},b_{2}b_{3}\cdots \qquad {\text{ wegen }}\quad \log(x^{2})=2\log x.\end{aligned}}}
Quadrieren von {\displaystyle x} schiebt den Logarithmus also um eine Binärstelle nach links, wodurch die Vorkommastelle möglicherweise Eins wird. Dies ist dann der Fall, wenn {\displaystyle x^{2}\geq 2} ist. In diesem Falle wird {\displaystyle x} durch Division durch 2 wieder normiert, was keinen Einfluss auf die verbleibenden Nachkommastellen hat. Damit ergibt sich die folgende Skizze des Verfahrens:
```
INPUT 1 ≤ x < 2
OUTPUT Nachkommastellen b
i
 der Binärdarstellung von log
2
(x)
```

```
i ← 0
LOOP
   i ← i + 1
   x ← x
2

   IF x ≥ 2 THEN
      x ← x / 2
      b
i
 ← 1
   ELSE
      b
i
 ← 0
   END IF
END LOOP
```

### Analogrechner

Vereinfachtes Schaltbild eines Logarithmierers

Zur Berechnung des Logarithmus mithilfe eines Analogrechners – also etwa der Erzeugung einer elektrischen Ausgangsspannung {\displaystyle U_{\text{a}}}, die den Logarithmus des Nennwerts der Eingangsspannung {\displaystyle U_{\text{e}}} annimmt – kann man sich den exponentiellen Verlauf der Strom-Spannungs-Kennlinie einer Diode zunutze machen. Die nebenstehende Skizze zeigt den prinzipiellen Aufbau eines Logarithmierers mit einem Operationsverstärker, einer Diode {\displaystyle D} und einem Widerstand {\displaystyle R}.

## Komplexer Logarithmus

Riemannsche Fläche der komplexen Logarithmus-Funktion: Die Blätter spiegeln die Mehrdeutigkeit des Logarithmus wider, die aus der Periodizität seiner Umkehrfunktion, der Exponentialfunktion, folgt.

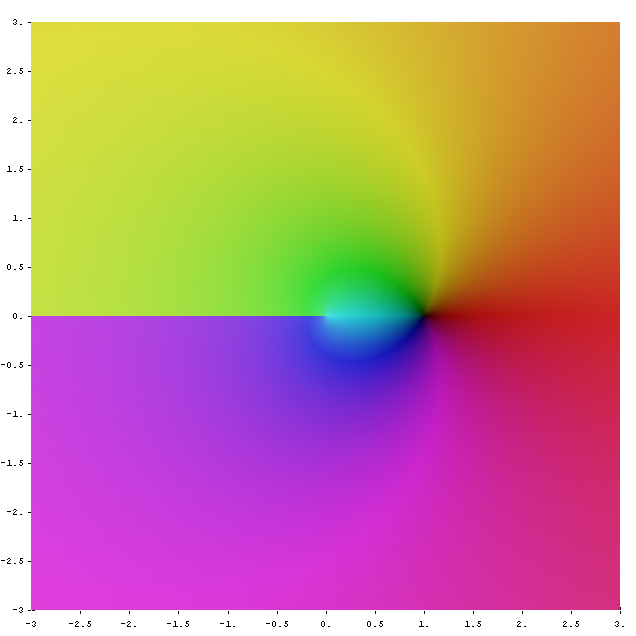
Hauptwert des Logarithmus

Analog zur reellen Definition heißt jede komplexe Zahl {\displaystyle w}, welche die Gleichung
{\displaystyle \mathrm {e} ^{w}=z}
erfüllt, ein natürlicher Logarithmus von {\displaystyle z}. Für jedes {\displaystyle z\in \mathbb {C} \setminus \{0\}} existiert ein solches {\displaystyle w}, das jedoch im Unterschied zum reellen Logarithmus wegen
{\displaystyle \mathrm {e} ^{2k\pi \mathrm {i} }=1,\quad k\in \mathbb {Z} },
nicht eindeutig bestimmt ist. Hat man also einen Logarithmus {\displaystyle w} von {\displaystyle z} gefunden, so ist damit auch
{\displaystyle w'=\,\!w+2k\pi \mathrm {i} }
mit jeder ganzen Zahl {\displaystyle k} ein Logarithmus von {\displaystyle z}, denn es gilt
{\displaystyle \mathrm {e} ^{w'}=\mathrm {e} ^{w+2k\pi \mathrm {i} }=\mathrm {e} ^{w}\cdot \mathrm {e} ^{2k\pi \mathrm {i} }=\mathrm {e} ^{w}\cdot 1=\mathrm {e} ^{w}=z}.
Um Eindeutigkeit zu erreichen, wählt man aus den möglichen Werten für {\displaystyle w} solche Werte aus, die in einem geeigneten Streifen der komplexen Zahlenebene liegen. Man kann z. B. den Streifen
{\displaystyle \left\{w\in \mathbb {C} :-\pi <\operatorname {Im} \,w\leq \pi \right\}}
verwenden. Ein Wert {\displaystyle w} aus diesem Streifen heißt Hauptwert (englisch principal value) des Logarithmus, und man schreibt {\displaystyle w=\ln z}.
Stellt man {\displaystyle z=|z|\cdot \mathrm {e} ^{\mathrm {i} \arg z}} in Polarform dar, so erhält man eine einfache Darstellung des k-ten Zweiges der Logarithmusfunktion:
{\displaystyle w=\ln |z|+\mathrm {i} \left(\arg z+2k\pi \right),\quad k\in \mathbb {Z} }
mit der Argument-Funktion {\displaystyle \arg }. Im Summanden {\displaystyle \ln |z|} wird der bereits oben definierte reelle Logarithmus {\displaystyle \ln } verwendet.
Für {\displaystyle k=0} erhält man den Hauptzweig des komplexen Logarithmus zurück:
{\displaystyle \ln z=\ln |z|+\mathrm {i} \arg z} .
{\displaystyle \ln } ist nicht stetig auf {\displaystyle \mathbb {C} \setminus \{0\}}. Entfernt man jedoch die negative reelle Achse, so ist {\displaystyle \ln } auf dem Gebiet
{\displaystyle \mathbb {C} \setminus \{x\in \mathbb {R} :x\leq 0\}}
stetig und sogar holomorph.
Zur Beachtung
Für den Hauptzweig des komplexen Logarithmus {\displaystyle \ln } gelten nicht alle der weiter oben angeführten Rechenregeln für die reelle Logarithmusfunktion. Sie gelten nur {\displaystyle {\text{mod }}2\pi \mathrm {i} }.
Diese Mehrdeutigkeit ist eine direkte Folge aus der Periodizität seiner Umkehrfunktion, der komplexen Exponentialfunktion.
Der Vergleich von
{\displaystyle \ln(-1+\mathrm {i} )+\ln(-1+\mathrm {i} )={\bigl (}\ln {\sqrt {2}}+{\frac {3\pi }{4}}\mathrm {i} {\bigr )}+{\bigl (}\ln {\sqrt {2}}+{\frac {3\pi }{4}}\mathrm {i} {\bigr )}=\ln 2+{\frac {3\pi }{2}}\mathrm {i} }
mit
{\displaystyle \ln {\bigl (}(-1+\mathrm {i} )(-1+\mathrm {i} ){\bigr )}=\ln(-2\mathrm {i} )=\ln 2-{\frac {\pi }{2}}\mathrm {i} }
zeigt, dass
{\displaystyle \ln x+\ln y=\ln(x\cdot y)}
nicht für alle von {\displaystyle 0} verschiedenen komplexen Zahlen {\displaystyle x} und {\displaystyle y} richtig ist. Auch die Gleichung
{\displaystyle y\cdot \ln x=\ln {x^{y}}}
ist nicht immer erfüllt, wie das Gegenbeispiel
{\displaystyle 2\pi \mathrm {i} \ln \mathrm {e} =2\pi \mathrm {i} \;\neq \;0=\ln 1=\ln(\mathrm {e} ^{2\pi \mathrm {i} })}
beweist.

Grafische Darstellung des komplexen Logarithmus
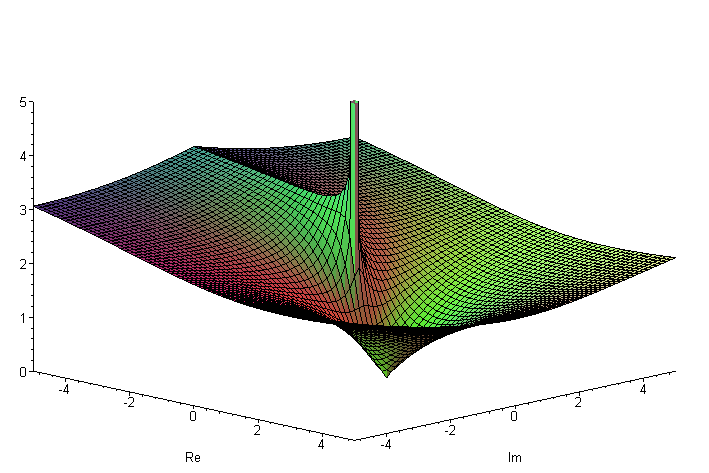
Betrag von {\displaystyle \ln z}
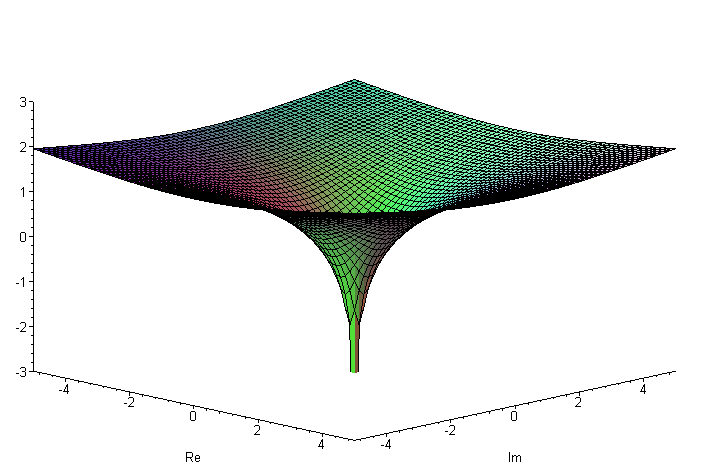
Realteil von {\displaystyle \ln z}
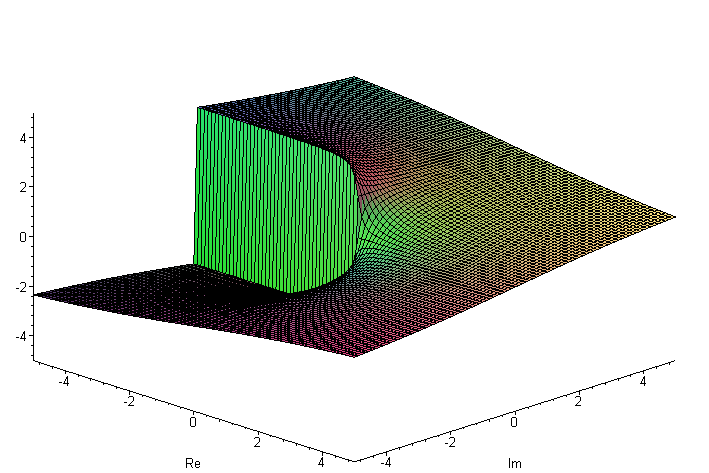
Imaginärteil von {\displaystyle \ln z}

Mit dem oben definierten Hauptzweig des komplexen Logarithmus kann man den Logarithmus für negative reellen Zahlen erklären:
{\displaystyle \ln(-x)=\ln \left\vert -x\right\vert +\mathrm {i} \arg(-x)=\ln x+\mathrm {i} \pi ,\quad x\in \mathbb {R} ^{+}\ .}
Das setzt voraus, dass die Argument-Funktion {\displaystyle \arg } negativen reellen Zahlen den Wert {\displaystyle \pi } zuweist.
Diese Betrachtungen zeigen, dass die Mehrdeutigkeit des komplexen Logarithmus letztlich auf die Mehrdeutigkeit der Argument-Funktion zurückzuführen ist.

## Diskrete Logarithmen
Diskrete Logarithmen sind Lösungen von Gleichungen der Form
{\displaystyle a^{n}=\underbrace {a\circ a\circ \dotsb \circ a} _{n{\text{-mal}}}=b}
über einer endlichen zyklischen Gruppe {\displaystyle (G,\circ )=\langle a\rangle }.
Der diskrete Logarithmus {\displaystyle x} von {\displaystyle b} zur Basis {\displaystyle a} ist modulo der Gruppenordnung von {\displaystyle G} eindeutig bestimmt und existiert – da {\displaystyle a} ein Erzeuger der Gruppe ist – für alle Elemente der Gruppe.
Diskrete Logarithmen sind im Sinne der Komplexitätstheorie für viele Gruppen aufwändig zu berechnen und finden Anwendung in der Kryptographie, etwa in auf elliptischen Kurven basierenden Kryptosystemen.
Beispiel:
{\displaystyle 2^{x}{\bmod {1}}1=5}
hat als Lösung den Wert 4, denn es gilt 24 = 16, und 16 lässt den Rest 5 bei Division mit Rest durch 11. Die Lösung ist eindeutig modulo 10, also modulo der Gruppenordnung von {\displaystyle (\mathbb {Z} \,/\,11\,\mathbb {Z} )^{\times }}. Dementsprechend ist mit {\displaystyle x} auch {\displaystyle x\pm 10} eine Lösung der Kongruenz.